# Sư Tử (chòm sao)
Sư Tử ( 獅子) (tên Latinh Leo), biểu tượng  là một chòm sao của hoàng đạo, là một trong 48 chòm sao Ptolemy và cũng là một trong 88 chòm sao hiện đại, mang hình ảnh Sư Tử.
Chòm sao này có diện tích 947 độ vuông, chiếm vị trí thứ 12 trong danh sách các chòm sao theo diện tích. Chòm sao Sư Tử nằm kề các chòm sao Đại Hùng, Tiểu Sư, Thiên Miêu, Cự Giải, Trường Xà, Lục Phân Nghi, Cự Tước, Xử Nữ, Hậu Phát.
Tên gọi khác của chòm sao này là Hải Sư.

## Các đặc trưng
Chòm sao này có 70 sao nhìn được bằng mắt thường, có nghĩa là cấp sao biểu kiến của chúng nhỏ hơn 6m, trong đó có ba sao sáng hơn 3m.
- Sao sáng nhất mang tên Regulus, α Leo. Regulus trong tiếng Latinh có nghĩa là hoàng tử hay vị vua nhỏ, do nằm ở vị trí trái tim hình con sư tử trên chóm sao nên trong tiếng Ả Rập nó mang tên Al Kalb al Asad, nghĩa là tim sư tử. Regulus là hệ đa sao, cách Trái Đất 85 ly, là sao sáng thứ 21 trên bầu trời. Người xưa gọi nó cùng ba sao Aldebaran, Fomalhaut, Antares là bốn ngôi sao vua để chia một năm thành bốn mùa xuân, hạ, thu, đông. Xem thêm ở bài Regulus
- Sao Denebola, β Leo là sao sáng thứ hai trong chòm sao này. Tên Denebola trong tiếng Ả Rập có nghĩa là đuôi sư tử, cấp sao biểu kiến 2,14 m.
- Sao Algieba, γ Leo là sao đôi gồm hai sao thành phần màu cam vàng với các cấp sao biểu kiến 2m và 3m.
- Trong chòm sao có nhiều sao mờ khác được đặt tên riêng như Zosma, δ Leo, Chort θ Leo, Al Minliar al Asad, κ Leo, Alterf, λ Leo hay Subra ο Leo.
- Regulus, η Leonis và Algieba, cùng với các sao mờ Adhafera (ζ Leonis), Ras Elased Borealis (μ Leonis) và Ras Elased Australis (ε Leonis), tạo ra một mảng sao gọi là Lưỡi Liềm. Các ngôi sao này tạo thành đầu và bờm của con sư tử.
- Một mảng sao cũ trước đây được coi là lông đuôi con sư tử, thì hiện nay là một chòm sao độc lập, đó là chòm Hậu Phát (Coma Berenices hay "tóc của hoàng hậu Berenices").
- Sao Wolf 359 cách Trái Đất 7,7 năm ánh sáng, là một trong số các sao gần nhất với Hệ Mặt Trời.
- Sao Gliese 436, một ngôi sao mờ trong chòm sao Sư Tử, cách Mặt Trời khoảng 33 năm ánh sáng, có một hành tinh ngoài hệ Mặt Trời nhỏ quay quanh, là hành tinh nhỏ nhất trong các hành tinh ngoài Hệ Mặt Trời đã tìm thấy [1].
- Chòm sao Sư Tử có nhiều thiên hà xoắn ốc sáng, nổi bật nhất là thiên hà M95, chỉ riêng nhân của nó đã phát sáng như một thiên hà trẻ riêng biệt.
- Thiên hà M66, cách Trái Đất 36 triệu năm ánh sáng cùng các thiên hà M65 và NGC 3628 tạo nên nhóm thiên hà nhỏ mang ký hiệu nhóm thiên hà M66. Nhóm thiên hà còn mang tên Bộ ba Sư Tử, được Charles Messier phát hiện năm 1780.

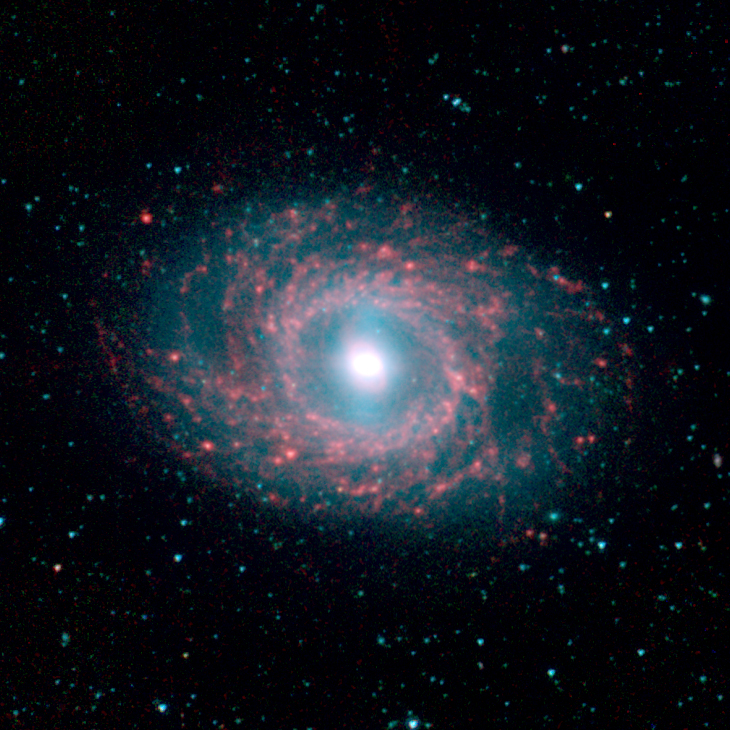
M95
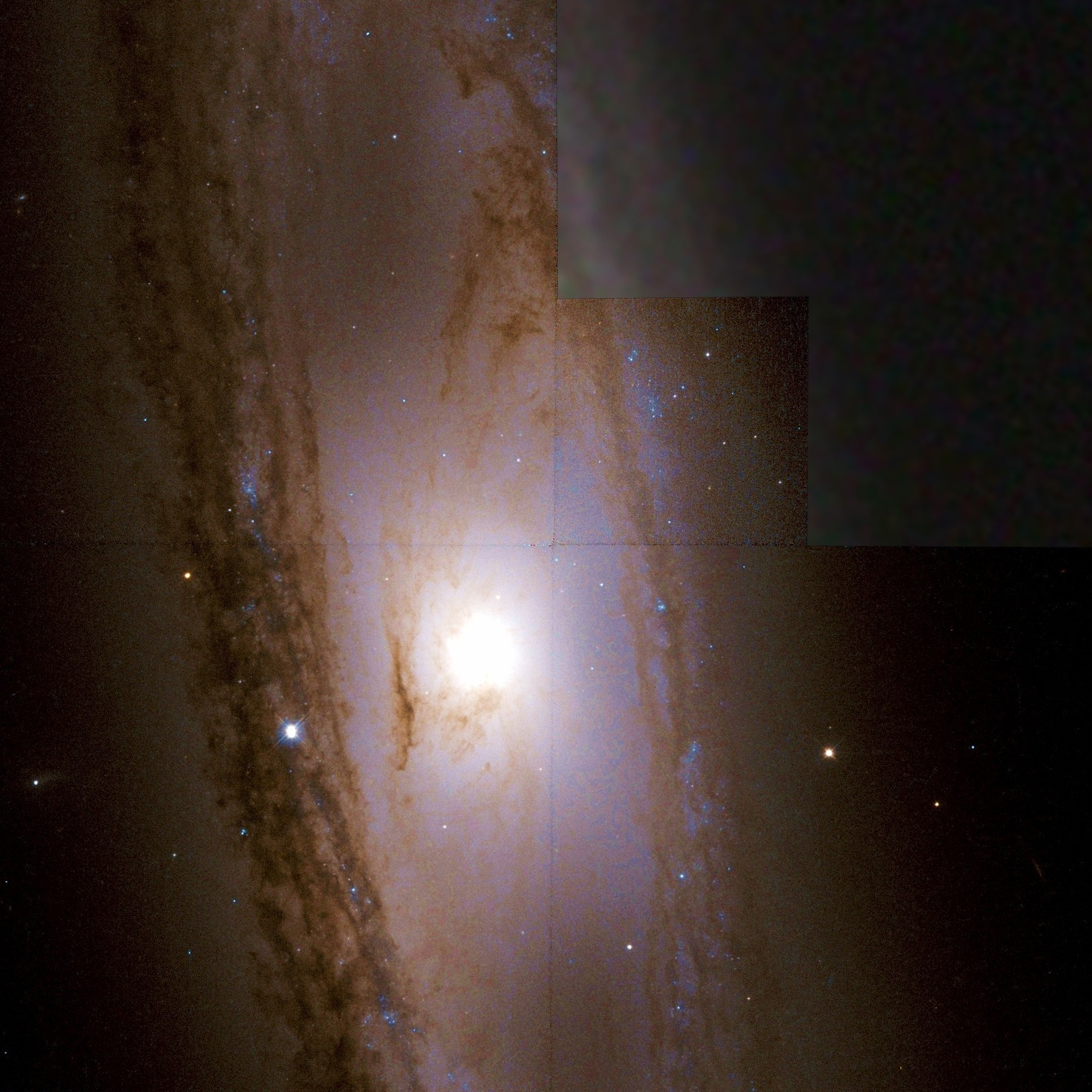
M65
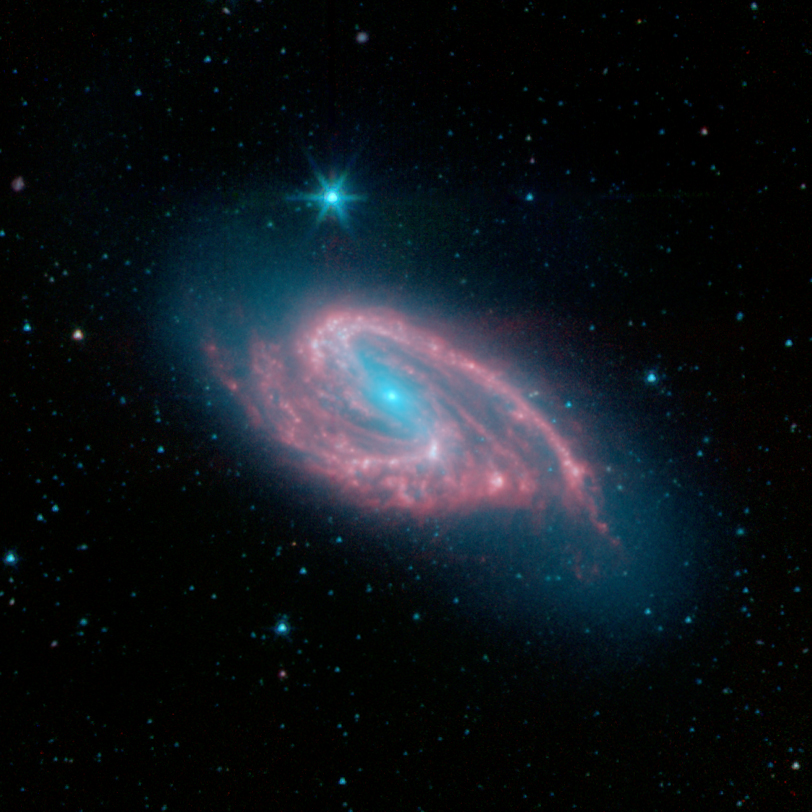
Thiên hà M66
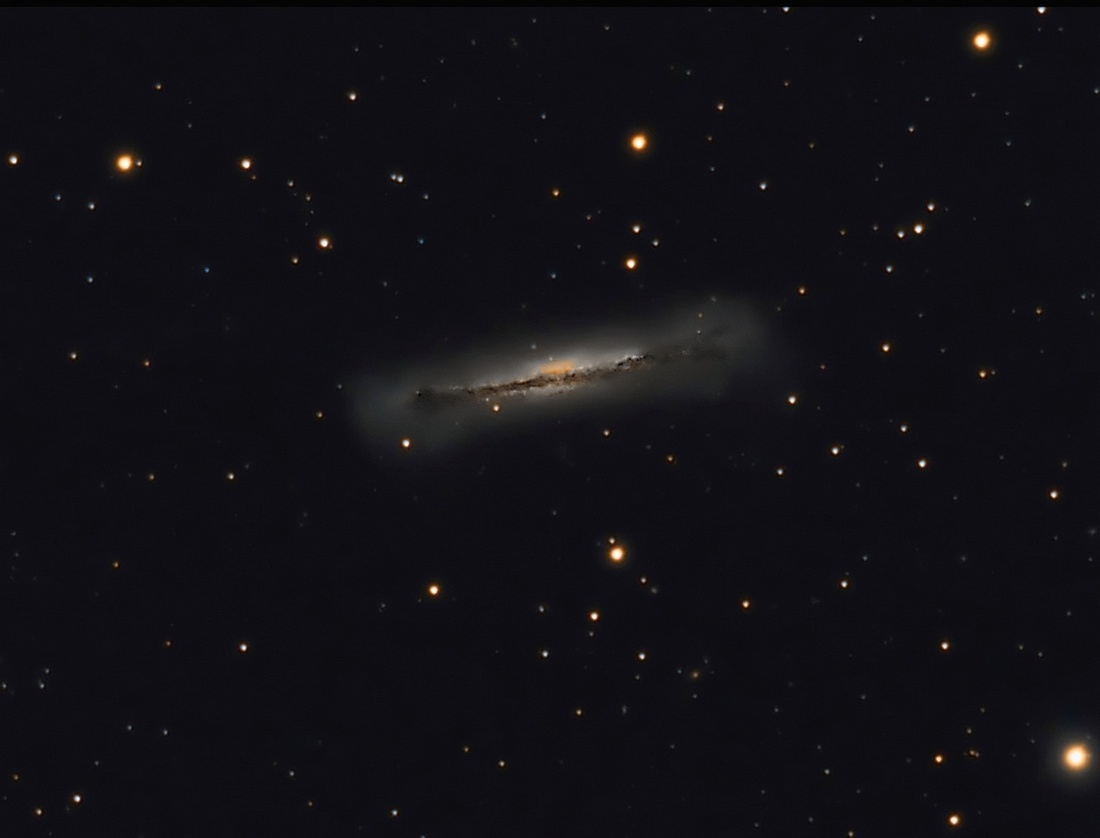
NGC 3628

## Thần thoại
Trong thần thoại Hy Lạp, nó được xác định như là Sư tử Nemea (và có thể là nguồn gốc của câu chuyện) đã bị Hercules giết chết trong một trong số Mười hai kỳ công của mình, và sau đó đưa lên bầu trời. Người Ai Cập thờ phụng sư tử vì Mặt Trời nằm ở chòm sao này vào thời gian diễn ra các trận lụt bồi đắp phù sa của sông Nin.

### Chiêm tinh học
Cung chiêm tinh Sư Tử của chiêm tinh chí tuyến phương Tây (23 tháng 7-22 tháng 8) không giống với chòm sao thiên văn cũng như cung chiêm tinh theo chiêm tinh thiên văn của người Hindu (10 tháng 8-15 tháng 9). Trong một số thuyết vũ trụ, Sư Tử liên kết với nguyên tố cổ điển Lửa, và vì thế được gọi là cung Lửa (cùng với Bạch Dương (Aries) và Nhân Mã (Sagittarius)).

## Các sao
Các sao với tên gọi chính xác:
- Regulus hay Cor Leonis hay Kalb [Kabelaced, Al Kalb al Asad] hay Rex (32/α Leo) 1,36
< rēgulus Hoàng tử
< cor leōnis Tim sư tử
< القلب الأسد  al-qalb[u] al-´asad Tim sư tử

- Denebola [Deneb Alased, Deneb Aleet] (94/β Leo) 2,14
< الذنب الأس að-ðanab[u] al-asad Đuôi sư tử

- Algieba [Al Gieba, Algeiba] (41/γ1 Leo) 2,01
< الجبهة  al-jabha[h] Trán
(hay có lẽ là tiếng Latinh Ả Rập hóa juba Bờm)

- Zosma [Zozma, Zozca, Zosca, Zubra] hay Duhr [Dhur] (68/δ Leo) 2,56

- Ras Elased [Ras Elased Australis] hay Algenubi (17/ε Leo) 2,97
< رأس الأسد الجنوب  ra´s al-´asad aj-janūbiyy Đầu sư tử phía nam

- Adhafera [Aldhafera, Aldhafara] (36/ζ Leo) 3,43
< الضفيرة  ađ̧-đ̧afīra[h] Lông xoăn (của bờm)

- Chertan [Chort] hay Coxa (70/θ Leo) 3,33
< ? al-xarat Xương sườn (2 xương cụt?)
< cōxa Hông

- Tsze Tseang (78/ι Leo) 4,00
< 次將 (quan cìjiàŋ) Phó tướng

- Al Minliar al Asad (1/κ Leo) 4,47

- Alterf hay Al Terf (4/λ Leo) 4,32
< الطرف  aţ-ţarf Mắt sư tử

- Rasalas [Ras Elased Borealis, Ras al Asad al Shamaliyy] hay Alshemali (24/μ Leo) 3,88
< رأس الأسد الشمال ra´s al-´asad aš-šamāliyy Đầu sư tử phía bắc

- Subra (14/ο Leo) – sao đôi 3,52 và 3,70

Các sao với danh pháp Bayer:
41/γ2 Leo 3,0; 30/η Leo 3,8; 27/ν Leo 5,6; 5/ξ Leo 4,99; 29/π Leo 4,68; 47/ρ Leo 3,84; 77/σ Leo 4,05; 84/τ Leo 4,95; 91/υ Leo 4,30; 63/χ Leo 4,62; 74/φ Leo 4,45; 16/ψ Leo 5,36; 2/ω Leo 5,40
Các sao với danh pháp Flamsteed:
3 Leo 5,72; 7 Leo 6,32; 8 Leo 5,73; 9 Leo 6,61; 10 Leo 5,00; 11 Leo 6,63; 13 Leo 6,26; 18 Leo 5,67; 19 Leo 6,44; 20 Leo 6,10; 23 Leo 6,45; 34 Leo 6,43; 35 Leo 5,95; 37 Leo 5,42; 39 Leo 5,81; 40 Leo 4,78; 42 Leo 6,16; 43 Leo 6,06; 44 Leo 5,61; 45 Leo 6,01; 46 Leo 5,43; 48 Leo 5,07; 49 Leo 5,67; 54 Leo – sao đôi 4,30 và 6,30; 55 Leo 5,91; 56 Leo 5,91; 64 Leo 6,48; 67 Leo 5,70; 71 Leo 7,31; 72 Leo 4,56; 75 Leo 5,18; 76 Leo 5,90; 79 Leo 5,39; 80 Leo 6,35; 81 Leo 5,58; 83 Leo – sao đôi 6,49 và 7,57; sao đồng hành B có hành tinh; 85 Leo 5,74; 86 Leo 5,54; 88 Leo 6,27; 89 Leo 5,76; 90 Leo 5,95; 92 Leo 5,26; 93 Leo 4,50.
Các sao đáng chú ý khác:
- Wolf 359 13,45 – sao nhấp nháy; sao gần thứ 3
- GJ 436 10,68 – sao gần; có hành tinh
- HD 88133 8,06 – có hành tinh